# Raymond Tézier
Raymond Tézier, né le 3 juillet 1899 à Lyon et mort le 5 mai 1967 à Voiron, est un homme politique français.

## Détail des fonctions et des mandats
- 12 mars 1967 - 5 mai 1967 : Député de la 4e circonscription de l'Isère